# George C. Scott
George Campbell Scott (Wise, Virginia, 18 de octubre de 1927-Westlake Village, California, 22 de septiembre de 1999), conocido como George C. Scott, fue un actor, director y productor estadounidense. Fue el primer actor en rechazar el premio Óscar al mejor actor (por su interpretación del general George S. Patton en la película Patton en 1970), cuando ya había advertido a la Academia de Artes y Ciencias Cinematográficas con meses de anticipación que lo haría por razones filosóficas si ganaba. Scott sostenía que cada actuación dramática era única y no podía compararse con las de otros intérpretes.

## Biografía
Nació en Wise, en el estado de Virginia, con el nombre de George Campbell Scott. Su madre murió cuando tenía ocho años y su padre, que era un ejecutivo de la empresa Buick, se ocupó de él. En 1945 Scott se alistó en los marines y estuvo durante cuatro años en activo pero no llegó a estar en el frente; fue destinado el resto del servicio como soldado-sepulturero en el Cementerio de Arlington, donde inhumaba a decenas de soldados cada día provenientes de los frentes de Europa y el Pacífico. Esta actividad lo sumergió en el alcohol y cuando descubrió su pasión por la interpretación pareció dejar el alcoholismo.

Me convertí en actor para escapar de mi propia personalidad. Nunca me ha costado empatizar con un personaje porque no me aprecio demasiado a mí mismo.

Cuando se licenció decidió estudiar Periodismo en la Universidad de Misuri. Allí actuó en alguna ocasión en el teatro universitario y descubrió su pasión por la interpretación. Se preparó para esta actividad y marchó luego a Nueva York a probar suerte en el teatro. 
Hacia finales de los años cincuenta, consiguió un papel en Ricardo III, que resultó un gran éxito, a raíz del cual los críticos se fijaron en ese joven actor desconocido. Pronto recibió ofertas para la televisión, que generalmente eran papeles de obras teatrales que se grababan en directo, y que constituían una buena escuela para todos los actores. 
En 1959 Scott consiguió su primer papel importante en el cine, en la película Anatomía de un asesinato, en la que interpretó al fiscal inflexible. Este papel le valió una nominación al Óscar como mejor actor de reparto. Scott era del todo contrario a los Óscar, ya que consideraba que era una forma de promocionar a los actores y de hacer negocio. Cuando en 1962 fue nominado nuevamente, en esa ocasión por The Hustler, con Paul Newman, envió una nota que decía «No, gracias», rechazando la nominación. No obstante, la Academia no pareció tomarse a mal su actitud, ya que, posteriormente, fue nominado en otras dos ocasiones.
En 1963 actuó en la película de suspense The List of Adrian Messenger.
Al año siguiente, Scott intervino en el papel de general en la comedia antibelicista de Stanley Kubrick Dr. Strangelove. Durante el rodaje, según el DVD, Scott creía que estaba haciendo una película bélica seria y Kubrick le engañaba haciéndole rodar escenas con una actuación muy exagerada, las cuales rodó y usó en el montaje, hecho por el que Scott se enfadó y juró no volver a trabajar con Kubrick. 
En 1970 hizo Patton, en la que encarna al famoso general de la Segunda Guerra Mundial. En esta ocasión, ganó el Óscar al mejor actor principal, pero Scott, fiel a sus ideas, permaneció en su hogar viendo un partido de hockey en la televisión, y rechazó el premio. Fue la primera vez que tal evento ocurrió. En 1972, Marlon Brando también rechazaría el premio.
En 1971 fue nominado nuevamente por The Hospital (1971).

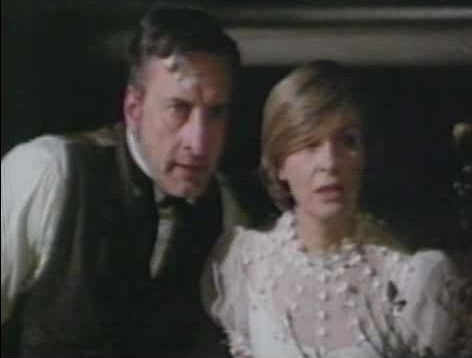
Tráiler del filme They Might Be Giants (1971)

Convertido definitivamente en uno de los grandes actores de carácter, Scott alternó a partir de entonces sus apariciones en el cine con intervenciones en películas y miniseries de televisión, que cada vez fueron más frecuentes en comparación con el cine, hasta el extremo de que intervino en una o dos producciones para la televisión cada año. También se dedicó al teatro, en el que apareció regularmente.

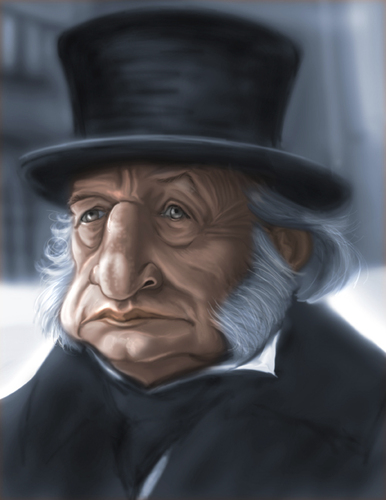
Caricatura de Scott como Scrooge (1984)

## Vida personal
Scott nunca dejó del todo el alcoholismo y reincidió muchas veces; tuvo muchos pleitos de taberna y una acusación por acoso sexual. Estuvo casado cinco veces, dos de ellas con la misma esposa, Colleen Dewhurst (1960 y 1965), con la que tuvo dos hijos. Adicionalmente tuvo romances extramaritales fugaces con algunas actrices de renombre, como Ava Gardner. Su quinta unión fue con la actriz Trish Van Devere, matrimonio que duró veintisiete años, pero de la que, en la fecha de su muerte, ya estaba separado. 
Falleció en Westlake Villane, California, a los setenta y un años de edad, como consecuencia de un problema vascular abdominal. Sus restos se encuentran en el Cementerio Westwood Village Memorial Park de Los Ángeles, California.

## Filmografía
- Rocky Marciano (TV, 1999)
- Inherit the Wind  (1999)
- Gloria (1999)
- 12 Angry Men (1997)
- Titanic (1996)
- Angus (1995)
- Malice (1993)
- El exorcista III (1990)
- The Rescuers Down Under (1990), voz del personaje Percival C. McLeac
- Los crímenes de la calle morgue (película)(1986)
- Los últimos días de Patton (película) (1986)
- Firestarter (1984)
- A Christmas Carol (1984)
- Taps (1981)
- The Formula (1980)
- Al final de la escalera (1980)
- Hardcore (1979)
- Movie Movie (1978)
- Crossed Swords (1978)
- La isla del adiós (Islands in the Stream), de Franklin J. Schaffner (1977)
- Beauty and the Beast (1976)
- Hindenburg (1975)
- The Savage Is Loose (1974)
- Bank Shot (1974)
- The Day of the Dolphin (1973)
- Oklahoma Crude (1973)
- Rage (1972)
- The New Centurions (1972)
- The Hospital (1971)
- The Last Run (1971)
- They Might Be Giants (1971)
- Jane Eyre (1970)
- The Price (1970)
- Patton (1970)
- Petulia (1968)
- The Flim-Flam Man (1967)
- Not with My Wife, You Don't! (1966)
- La Biblia (1966)
- El Rolls-Royce amarillo (1964)
- Dr. Strangelove or: How I Learned to Stop Worrying and Love the Bomb (1964)
- The List of Adrian Messenger (1963)
- The Brazen Bell (1962)
- The Hustler (1961)
- Anatomía de un asesinato (1959)
- The Hanging Tree (1959)

### Teatro
- Inherit the Wind (1996)
- On Borrowed Time (1991)
- The Boys in Autumn (1986)
- Design for Living (1984)
- Present Laughter (1982)
- Tricks of the Trade (1980)
- Sly Fox (1976)
- Death of a Salesman (1975)
- Uncle Vanya (1973)
- Plaza Suite (1968)
- The Little Foxes (1967)
- Great Day in the Morning (1962)
- General Seeger (1962)
- The Wall (1960)
- The Andersonville Trial (1959)
- Comes a Day  (1958)

## Premios y nominaciones
Premios Óscar
| Año  | Categoría              | Película                 | Resultado |
| ---- | ---------------------- | ------------------------ | --------- |
| 1960 | Mejor actor de reparto | Anatomía de un asesinato | Nominado  |
| 1962 | Mejor actor de reparto | The Hustler              | Nominado  |
| 1970 | Mejor actor            | Patton                   | Ganador   |
| 1972 | Mejor actor            | Anatomía de un hospital  | Nominado  |